# Mitterfecking
Mitterfecking ist ein Gemeindeteil der Gemeinde Saal an der Donau und eine Gemarkung im niederbayerischen Landkreis Kelheim. Bis 1972 bestand die Gemeinde Mitterfecking (mit Peterfecking und Oberfecking sowie Seilbach).

## Lage
Das Dorf Mitterfecking liegt in der Hallertau etwa drei Kilometer nordöstlich von Saal an der Donau am Feckinger Bach. Nordöstlich schließt sich Peterfecking und südlich schließt sich Oberfecking an.

## Geschichte
Fecking wurde unter dem Namen Vekkinga erstmals im Jahre 878 urkundlich erwähnt. Bei dem Namen Vekkinga handelt es sich um das ganze „Feckinger Gebiet“ von Affecking bis nach Mitter- bzw. Oberfecking. Ein Ortsadel aus Fecking (Vegginne) wird um 1141 urkundlich genannt. Der Burgstall Mitterfecking ist auf einen Ministerialen des Klosters St. Emmeram, Wernher von Fecking, zurückzuführen. Vermutlich wurde der Bau mit Rücksicht auf die nahe gelegene Burg Peterfecking nicht zu Ende geführt. Schloss Peterfecking war später eine Hofmark, die 1731 an das Reichsstift Niedermünster verkauft wurde und nach 1800 säkularisiert wurde. Die 1818 mit dem bayerischen Gemeindeedikt gebildete Gemeinde Mitterfecking gehörte zum Landgerichtsbezirk Kelheim, dann zum Bezirksamt Kelheim und zuletzt zum Landkreis Kelheim.  Nachdem sich mehr als zwei Drittel der Gemeindebürger dafür ausgesprochen hatten, wurde die Gemeinde Peterfecking zum 1. Januar 1911 nach Mitterfecking eingemeindet. Im Zuge der Gebietsreform in Bayern wurde am 1. Mai 1978 die Gemeinde in die Gemeinde Saal an der Donau eingegliedert.